# Muntanyes Făgăraș
Les muntanyes Făgăraș (en romanès: munții Făgăraș [ˈmuntsij fəɡəˈraʃuluj]; en hongarès: Fogarasi-havasok) són les més altes dels Carpats del Sud a Romania.

## Geografia
La serralada es troba al cor de Romania, a45° 35′ N, 24° 45′ E / 45.583°N,24.750°E .
La serralada limita al nord amb la depressió de Făgăraș, per on discorre el riu Olt, i a l’oest amb la vall de l’Olt (Valea Oltului). Malgrat el seu nom, Făgăraș, situat a 20 km al nord, no és la ciutat més propera a la serralada, que no té assentaments importants. Altres ciutats circumdants importants són Brașov i Sibiu.
Els llacs glacials inclouen Bâlea (2034) m, 46.508 m², 11,35 m de profunditat), la més gran. El llac més alt es troba a la vall glacial Hărtopul Leaotei. El llac glacial més profund és Podragu (2140) m, 28.550 m ² 15,5 m de profunditat). Altres llacs: Urlea (2170 m, 20.150 m²) i Capra (2230 m, 18.340 m²).

## Accés i turisme
El punt d’accés a les muntanyes més utilitzat és la carretera Transfăgărășan. El Transfăgărășan travessa la serralada Făgăraș. Generalment només obre entre juny i setembre, a causa de les condicions meteorològiques desfavorables durant la resta de l'any.
Les muntanyes Făgăraș són una destinació de senderisme, senderisme i esquí molt popular a Romania. La majoria de les persones que volen fer excursions pel Moldoveanu surten de la ciutat de Victoria, a altres zones de les muntanyes de Făgăraș - Arpasu de Jos, Porumbacu de Jos, Avrig. Als voltants del Negoiu i a la part central de la banda agafeu la naturalesa rocosa de les muntanyes i arribant a la pista principal de la carena hi ha dificultats tècniques i exposició. Una part força difícil de la pista és un "Tres passos de la mort" que corre per la carena principal per la carena Custura Arpaşului el llac (en romanès Lacul) Capra (2230 m). Una de les maneres d’arribar a Negoiu - Strunga Dracului també és una mica desafiant. El tram més difícil de la carena Custura Sărății entre Șerbota (2331 m sobre el nivell del mar) i coll de Şaua Cleopatrei (2355 m).

## Conflictes
El 2016 es va prendre la decisió de designar les muntanyes com a parc nacional i s’ha demostrat controvertida amb la població local que volia protegir l’accés a la fusta i als productes forestals. En realitat, la serralada té complexos arranjaments de tinença de terrenys, de manera que només una part es podria designar inicialment, ajudada per inversions privades. També hi ha plans per desenvolupar una estació d’esquí, als quals s'hi oposen conservacionistes, però els recolzen molts residents de les ciutats dels voltants, que busquen millors mitjans de subsistència i oportunitats econòmiques.

## Galeria d'imatges

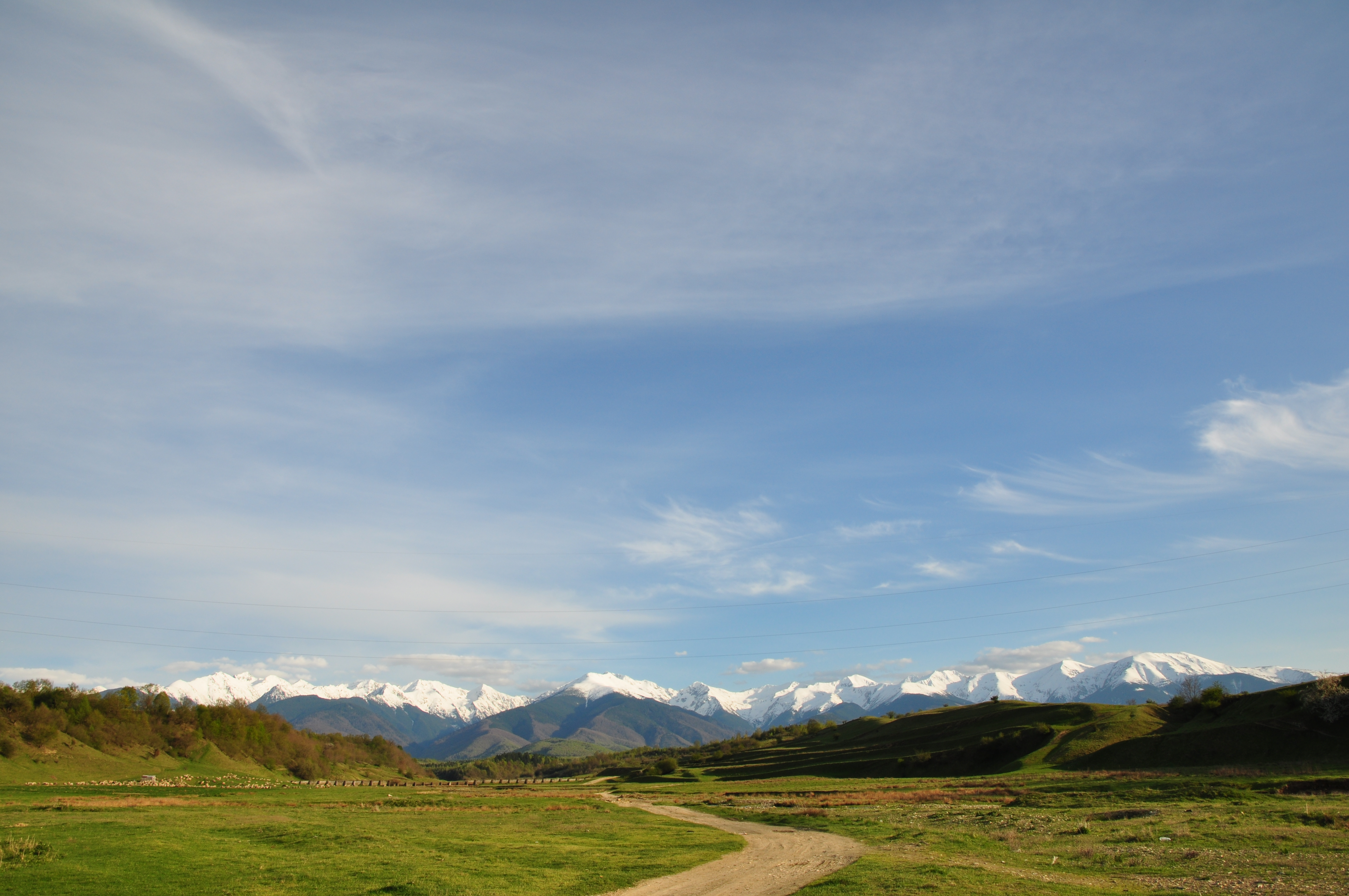
Vista des de Sărata
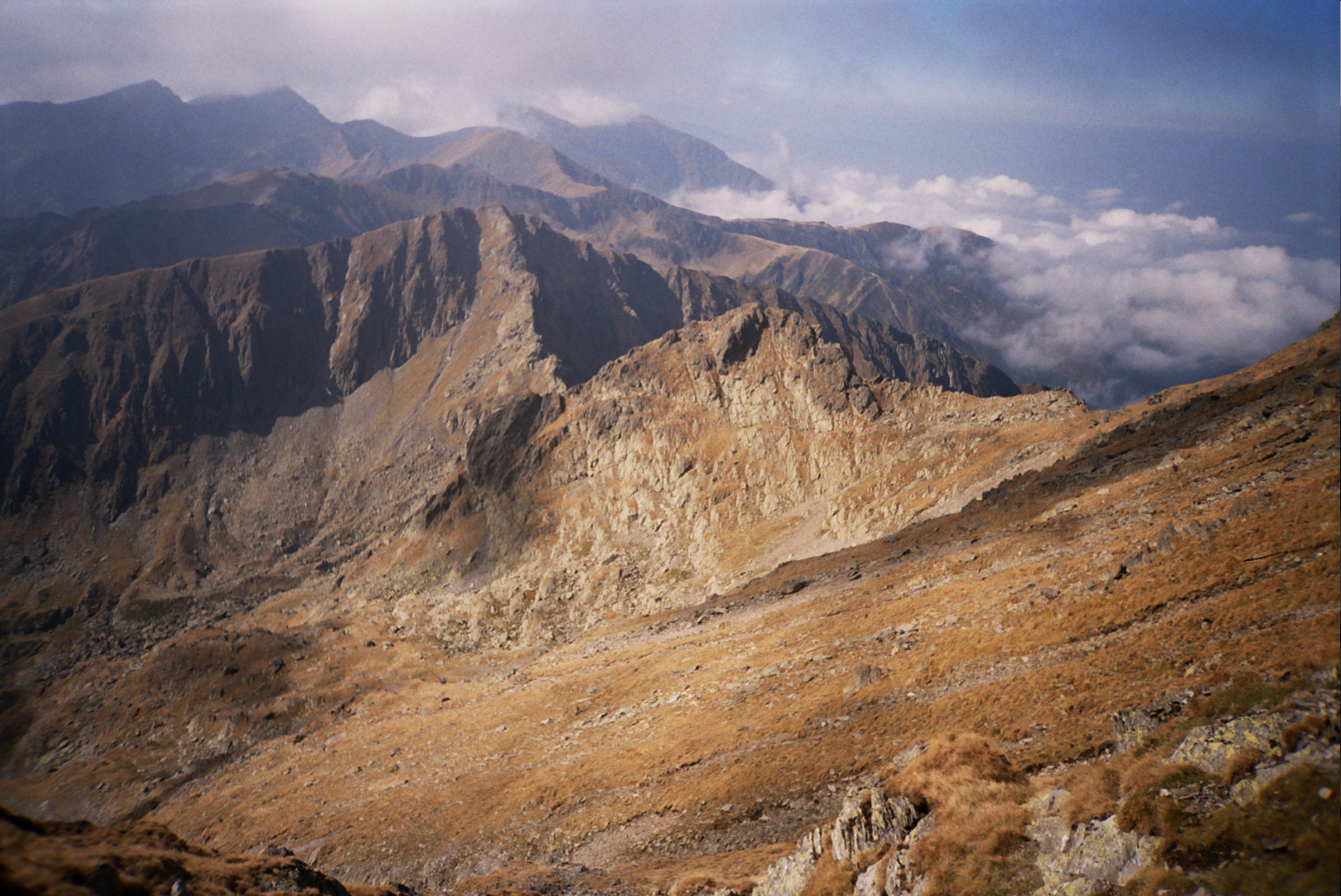
Muntanyes Făgăraș vista des de Negoiu
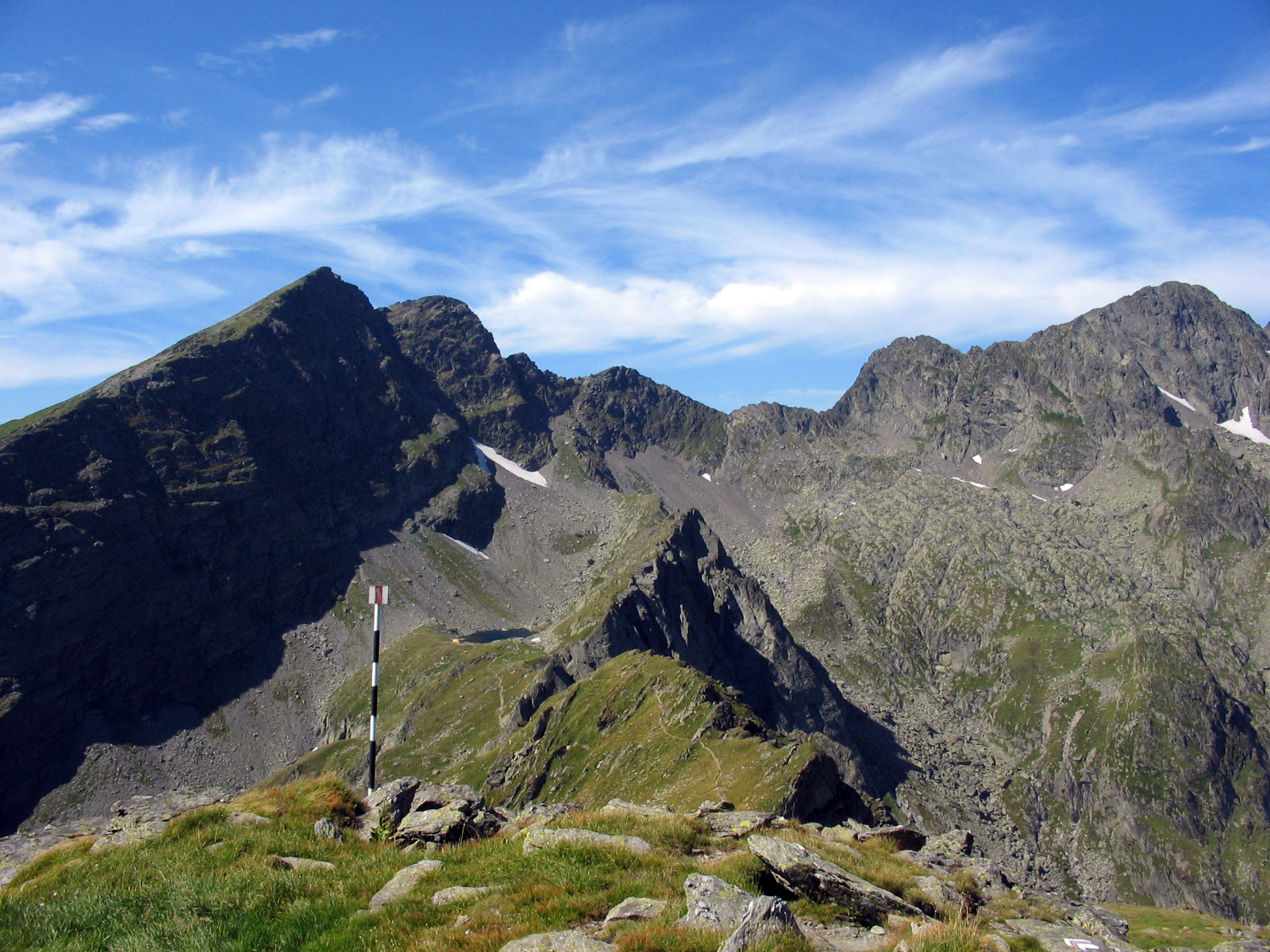
Pic Negoiu (2535m)
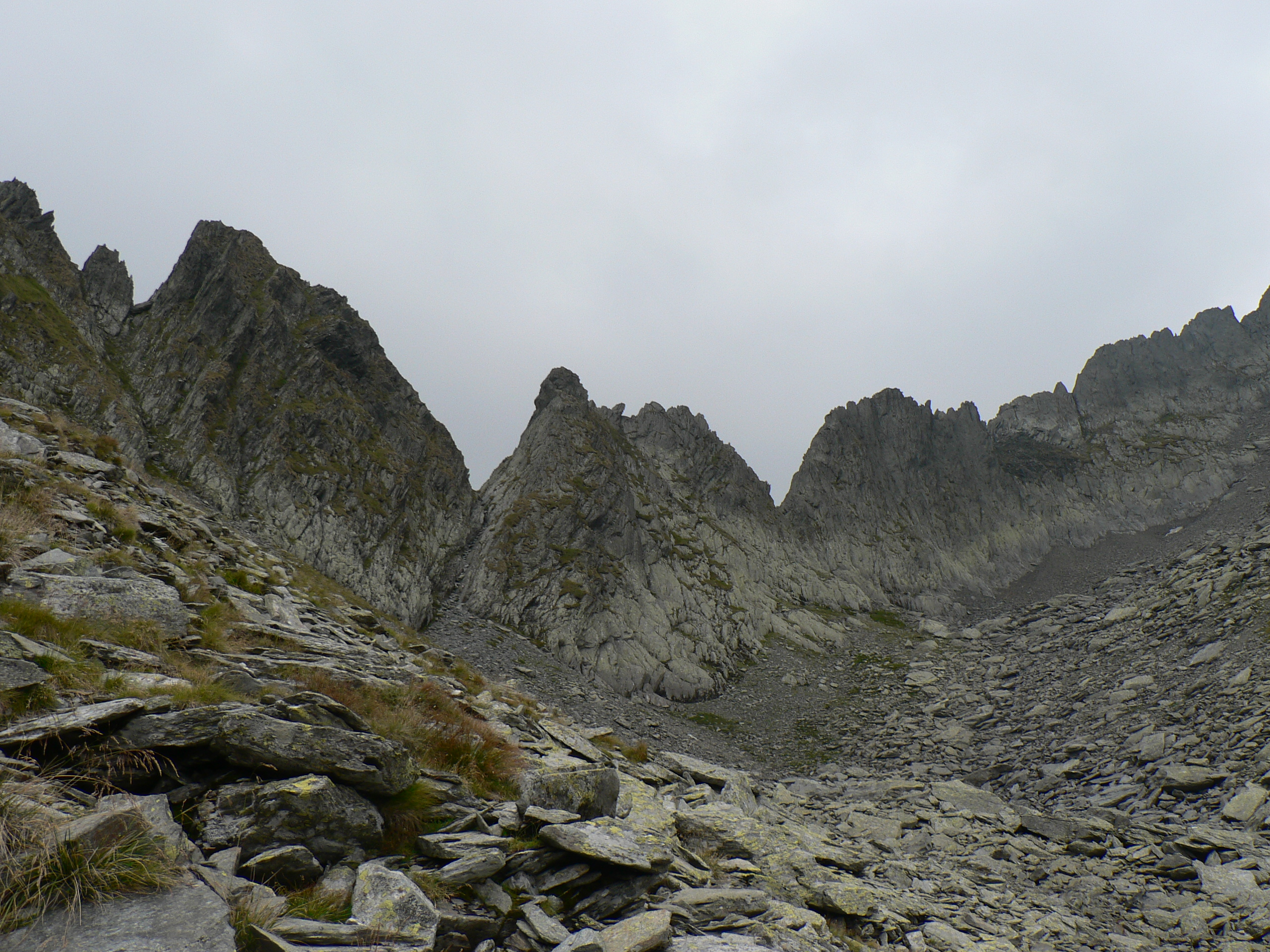
Amfiteatre
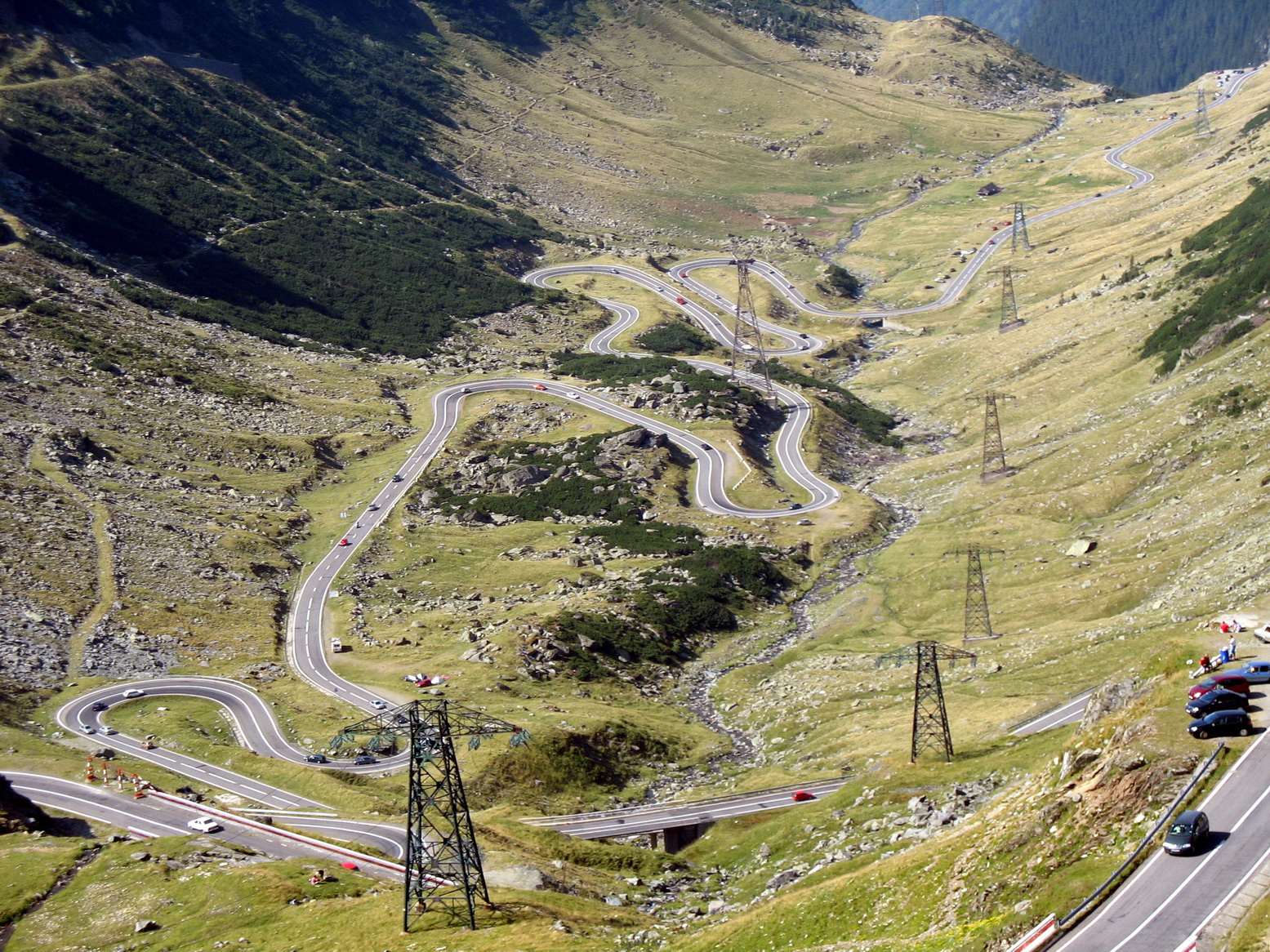
Carretera Transfăgărășan DN7C
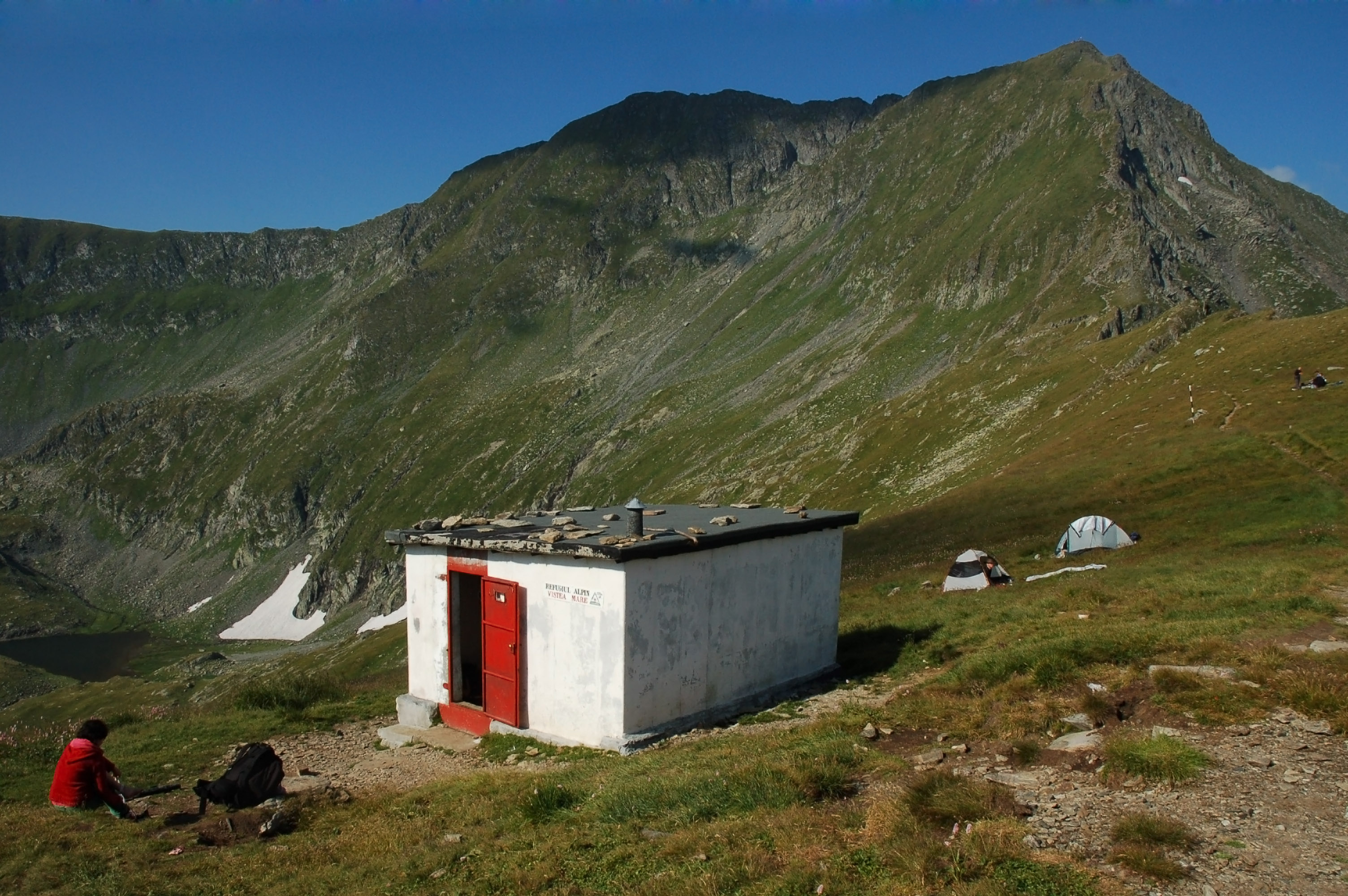
Pic Moldoveanu pic i refugi Vistea
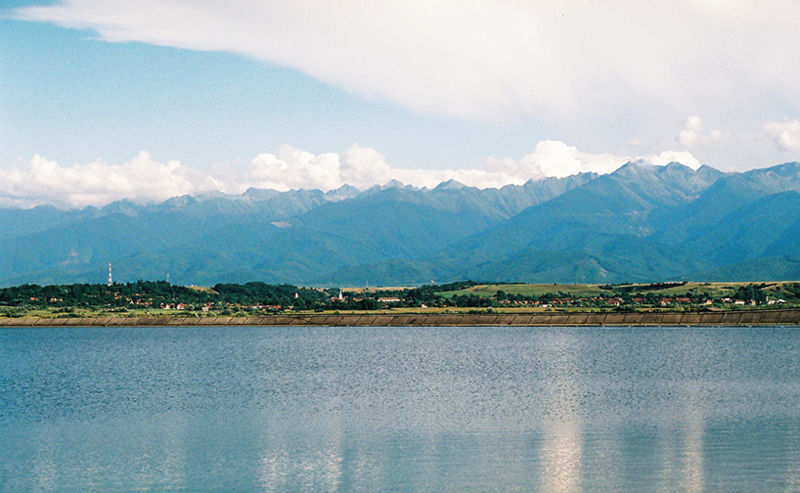
Muntanyes Făgăraș vistes des d'Olt
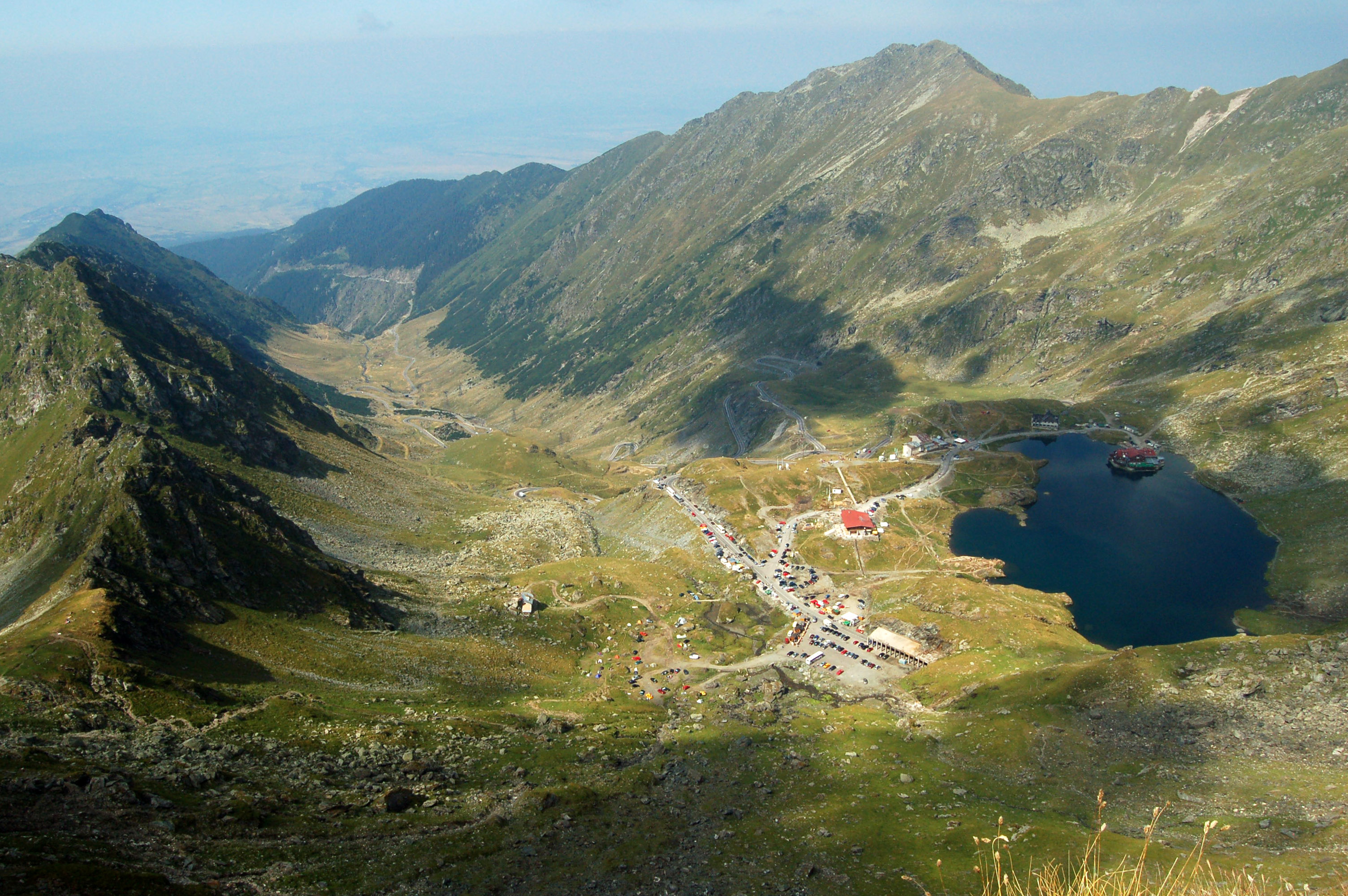
Llac Bâlea
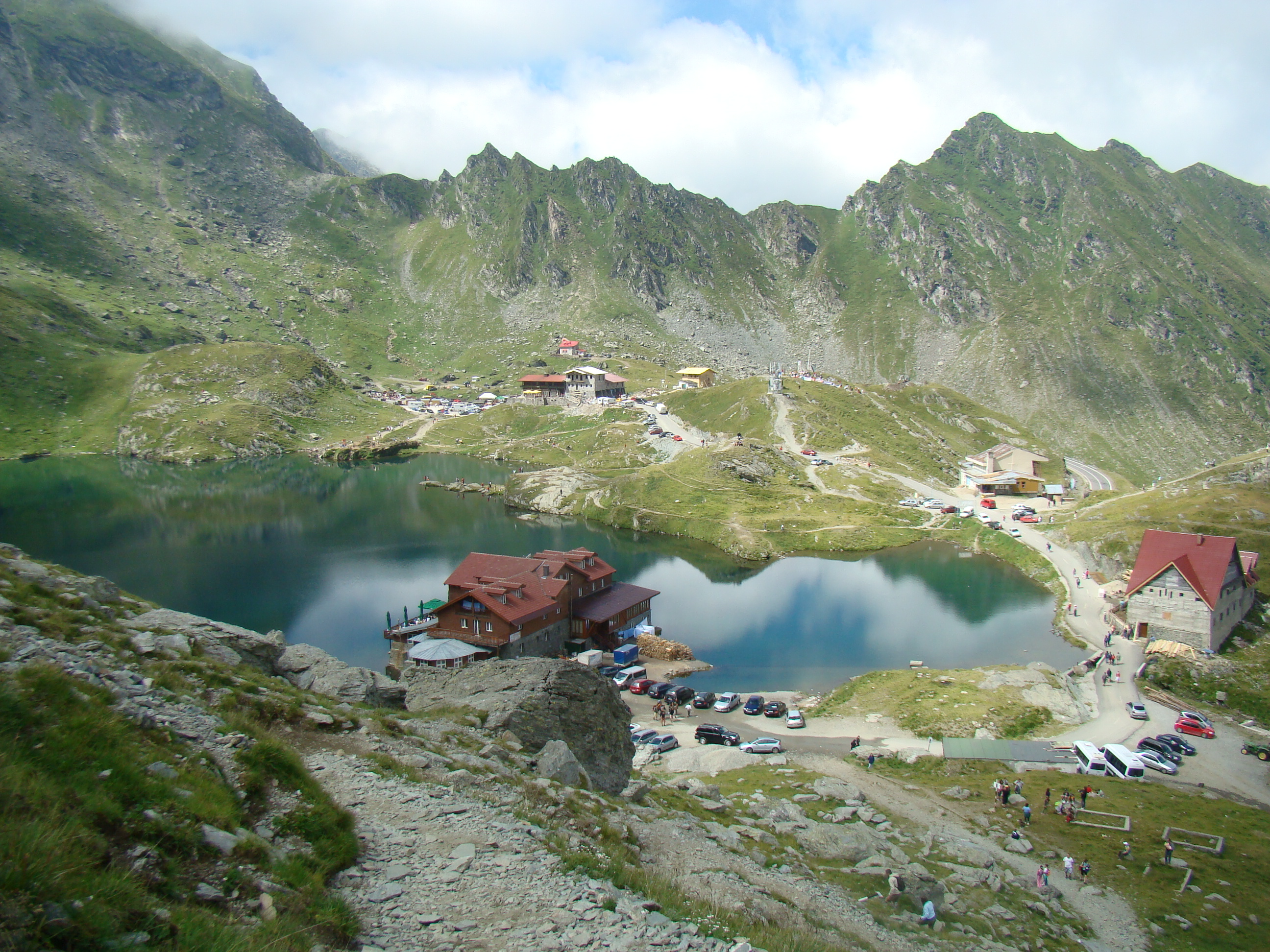
Cabanya Bâlea
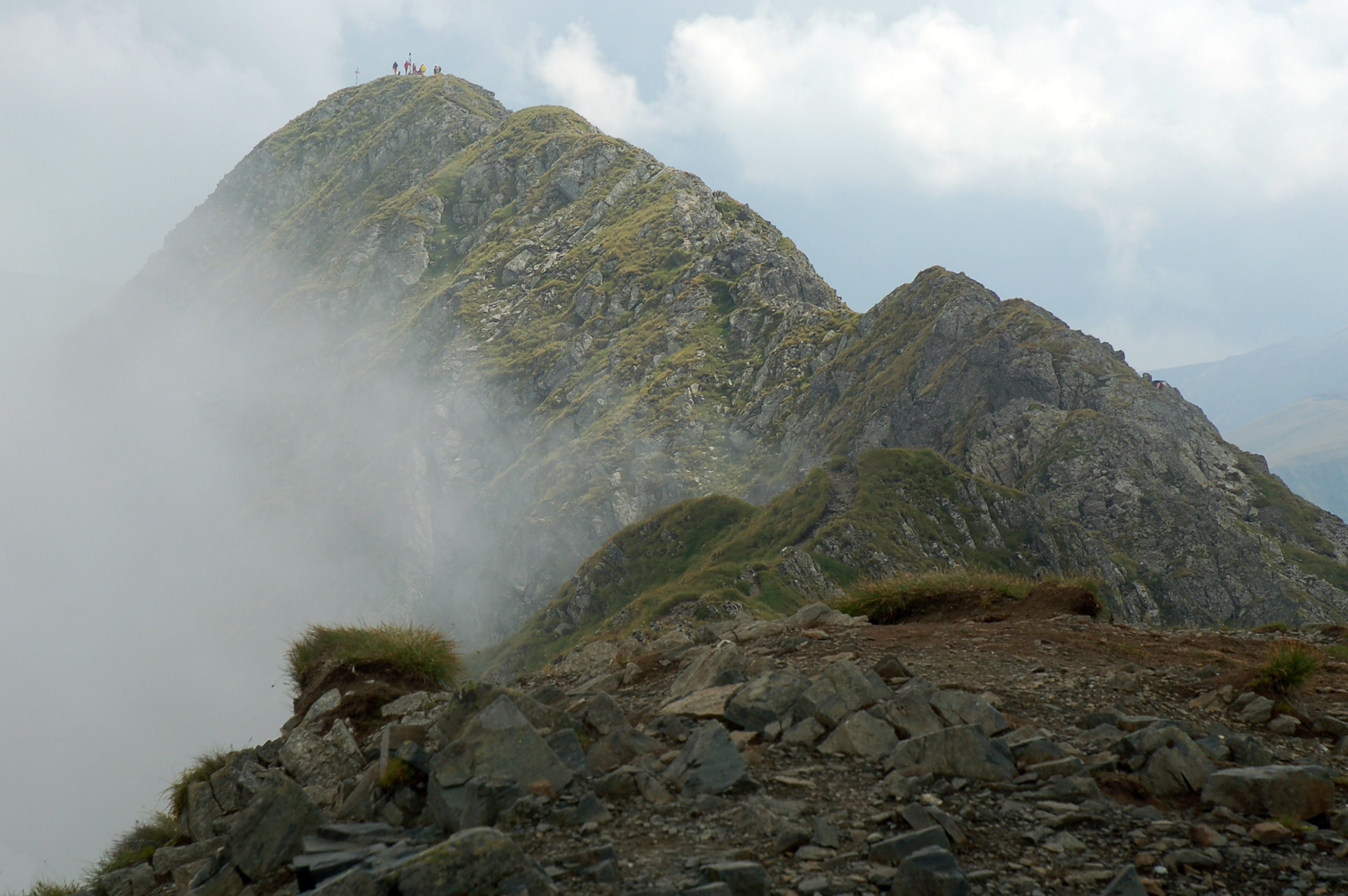
Moldoveanu vist des del pic Valea
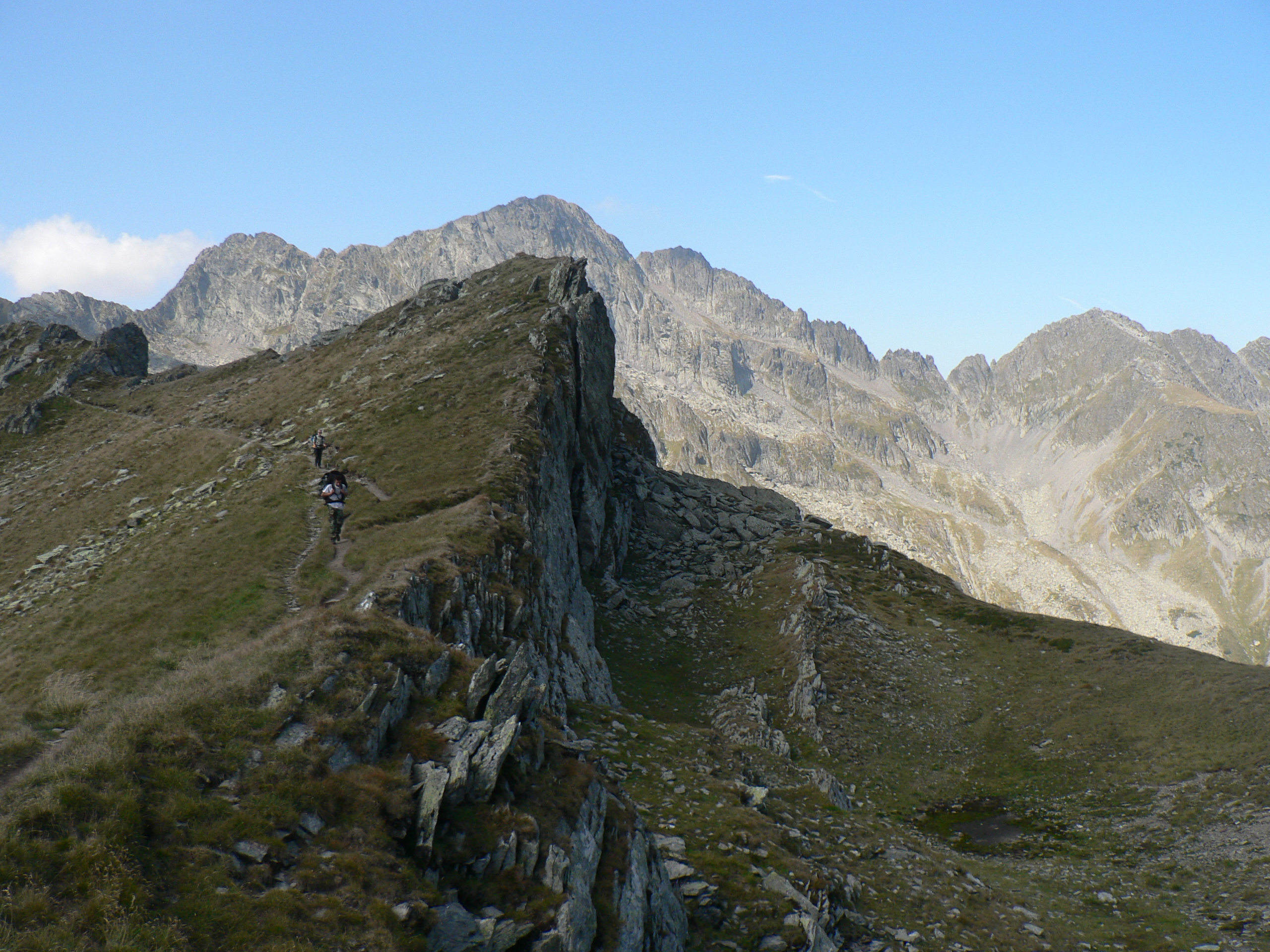
Senderisme a les muntanyes de Făgăraș
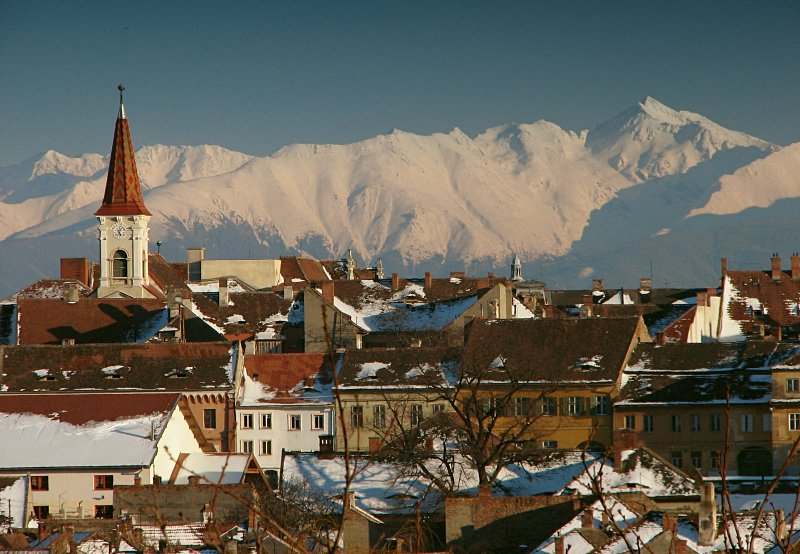
Muntanyes Făgăraș vistes des de Sibiu
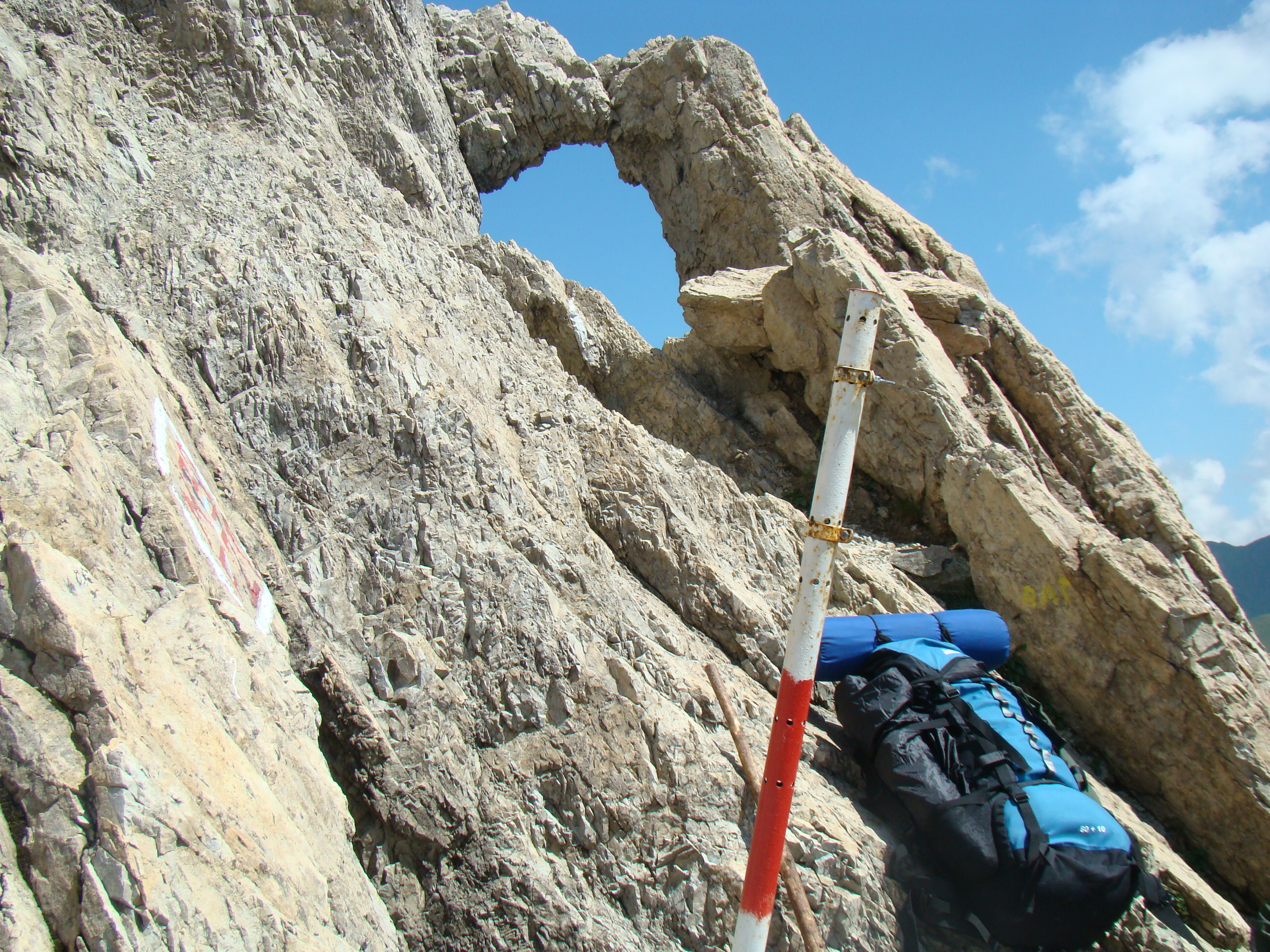
Formacions rocoses de Fereastra Zmeilor
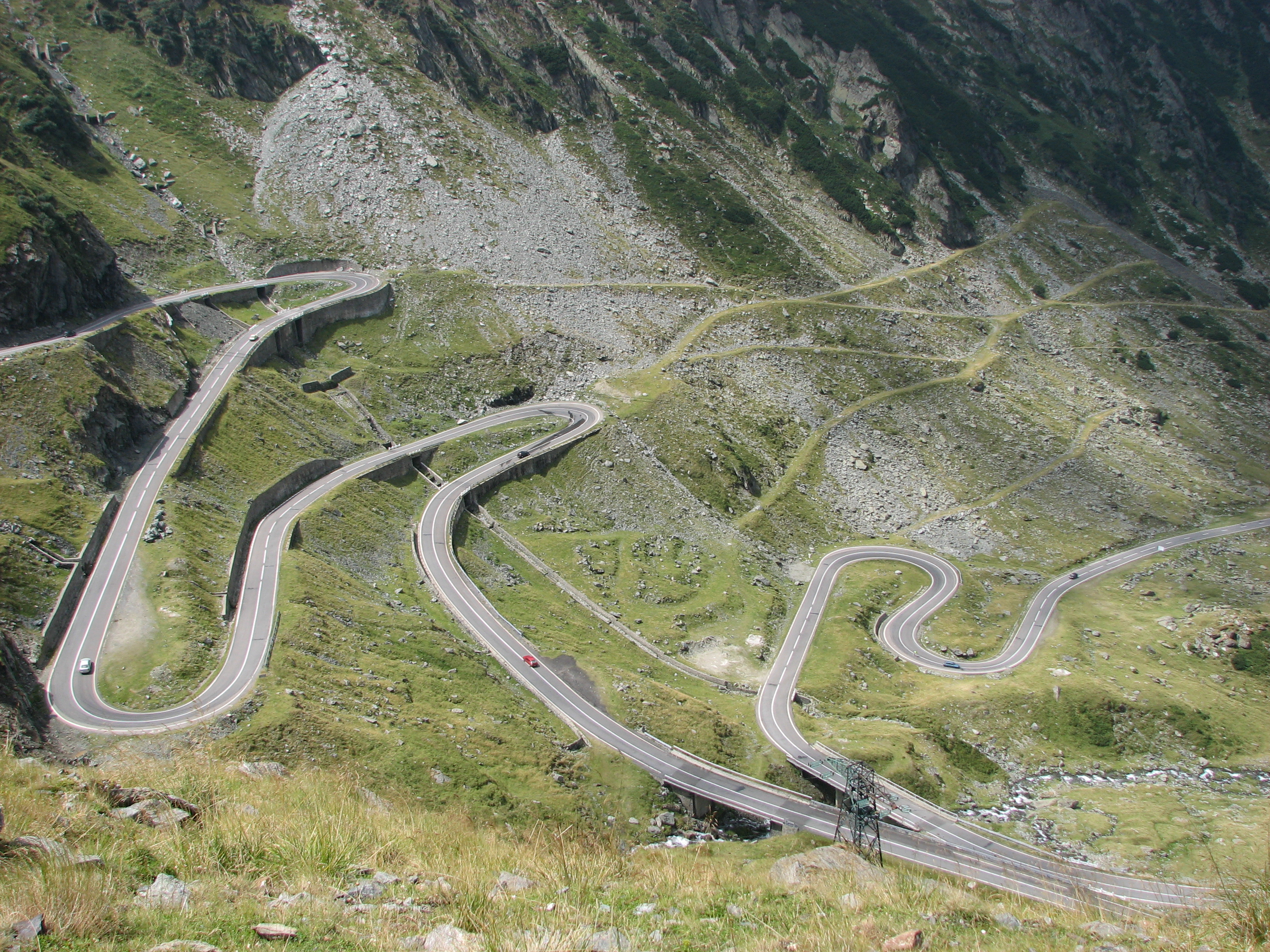
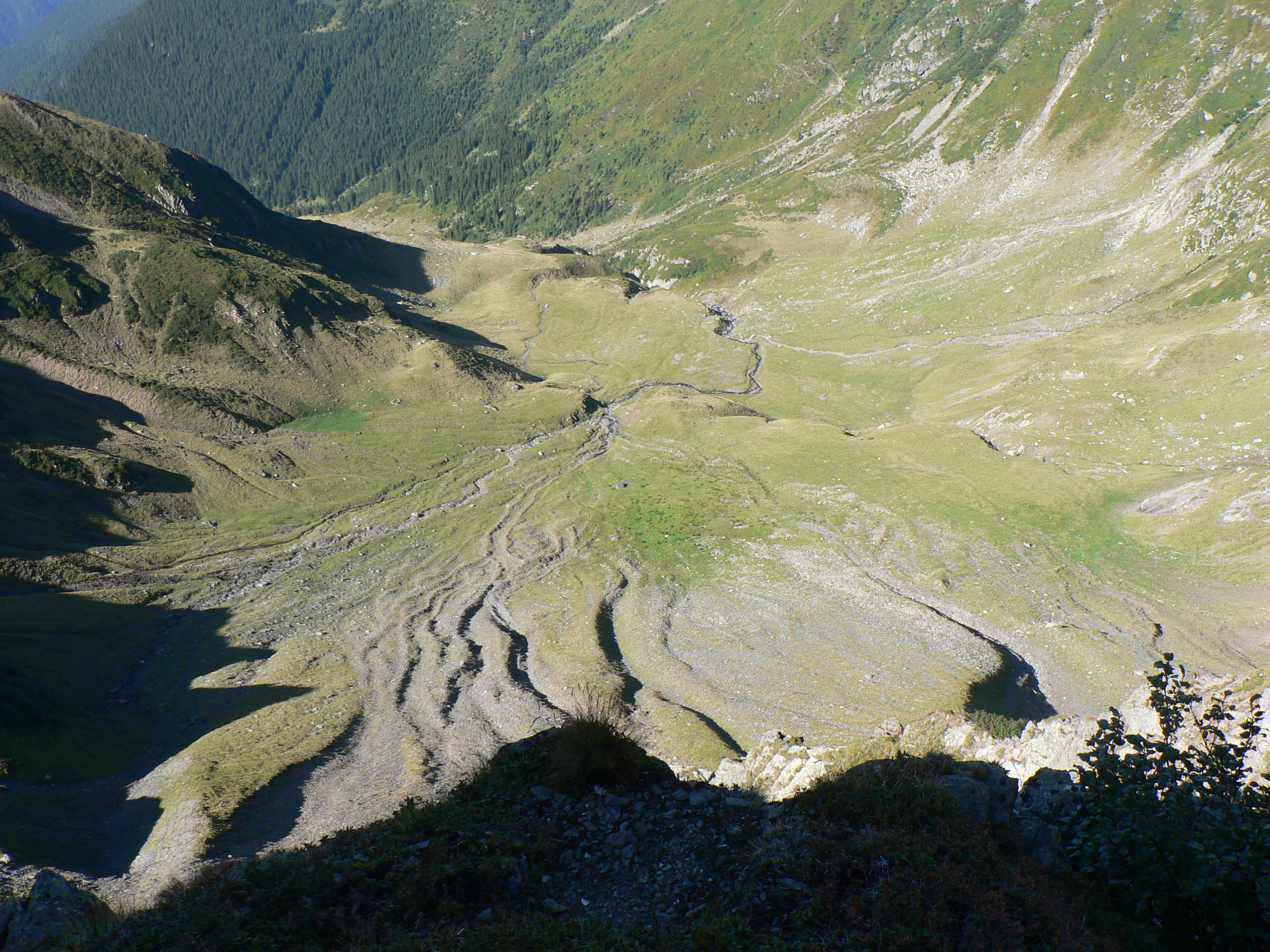
Vista cap a una vall glacial
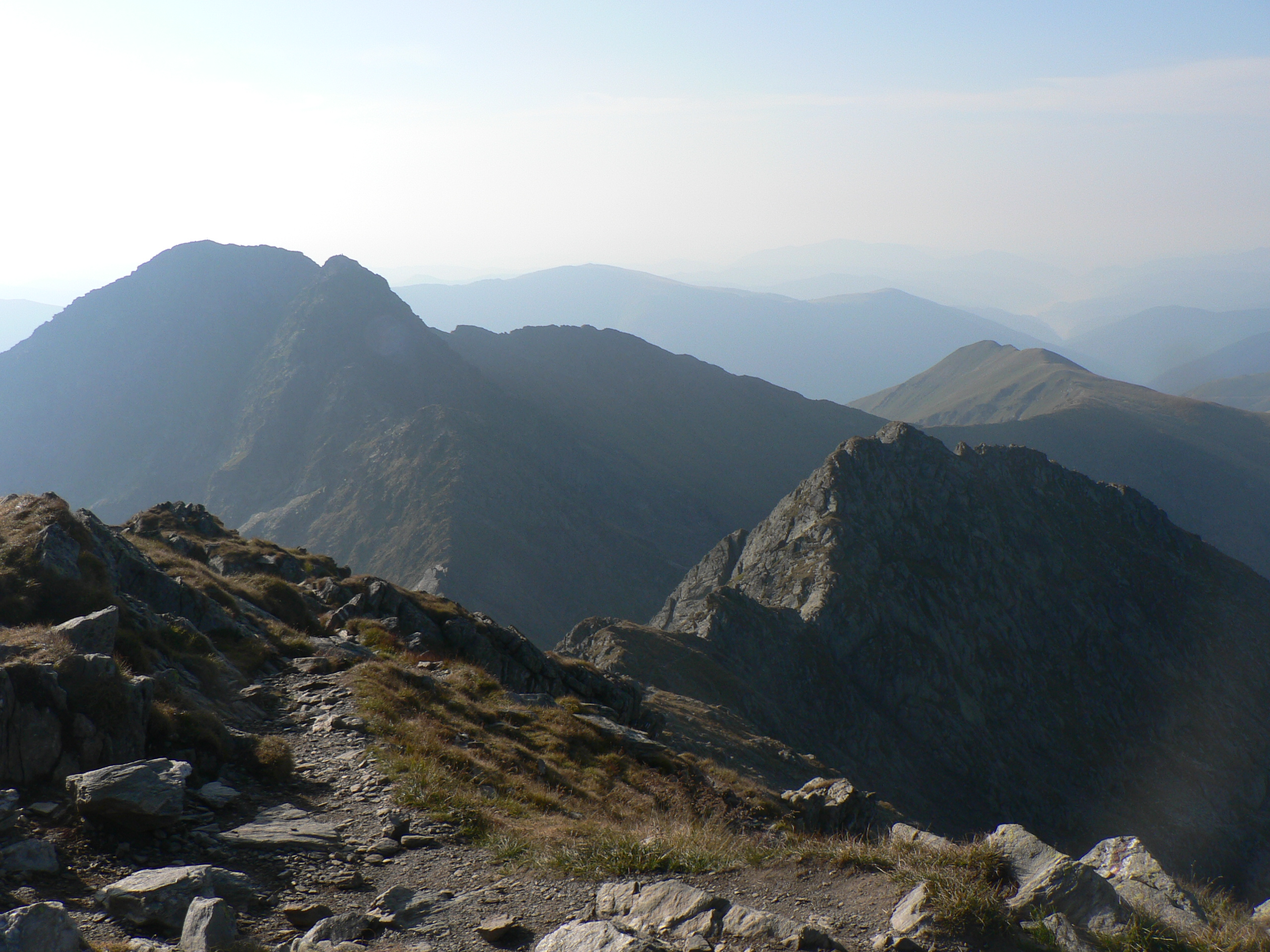
Crestes de les muntanyes
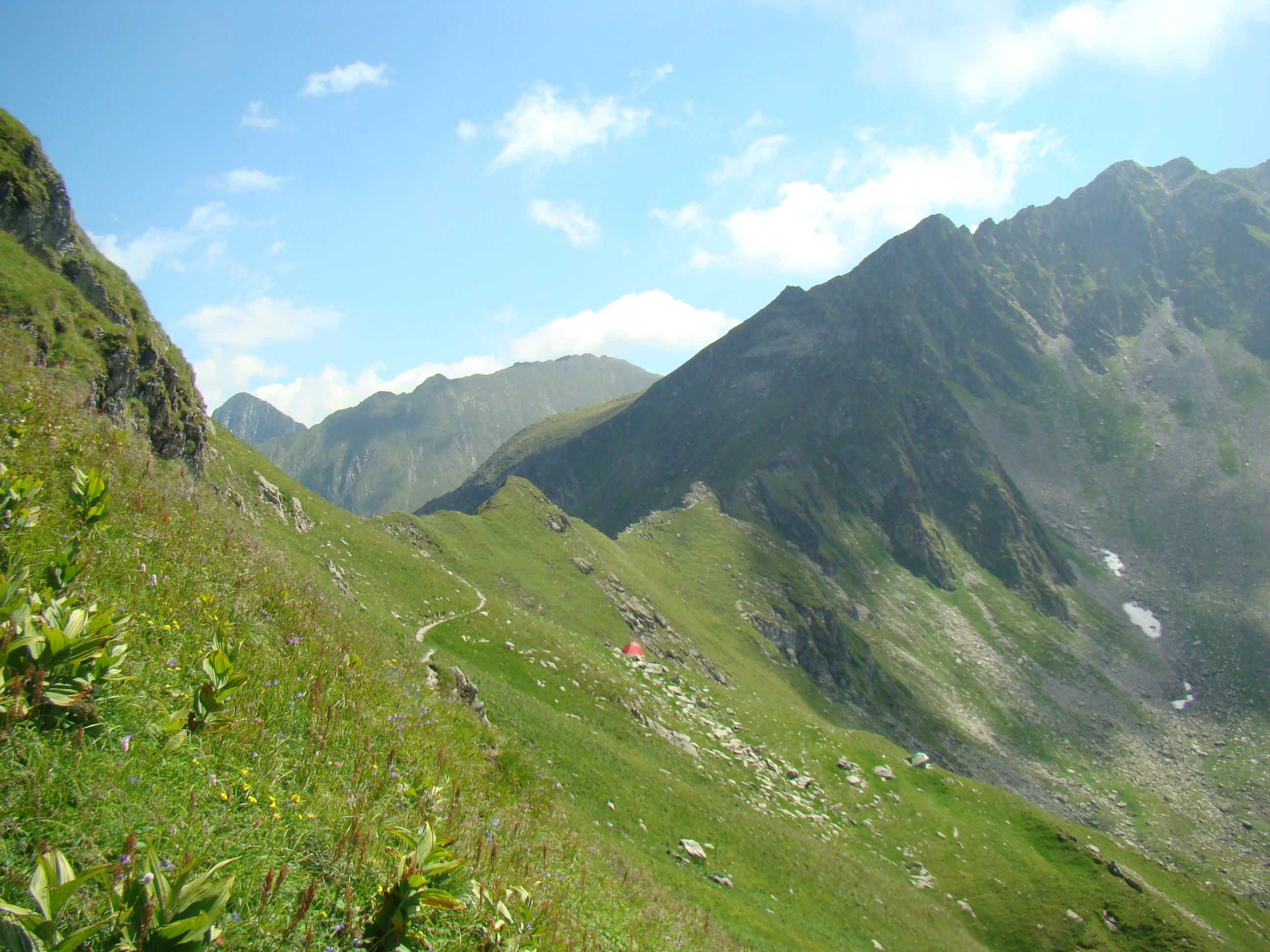
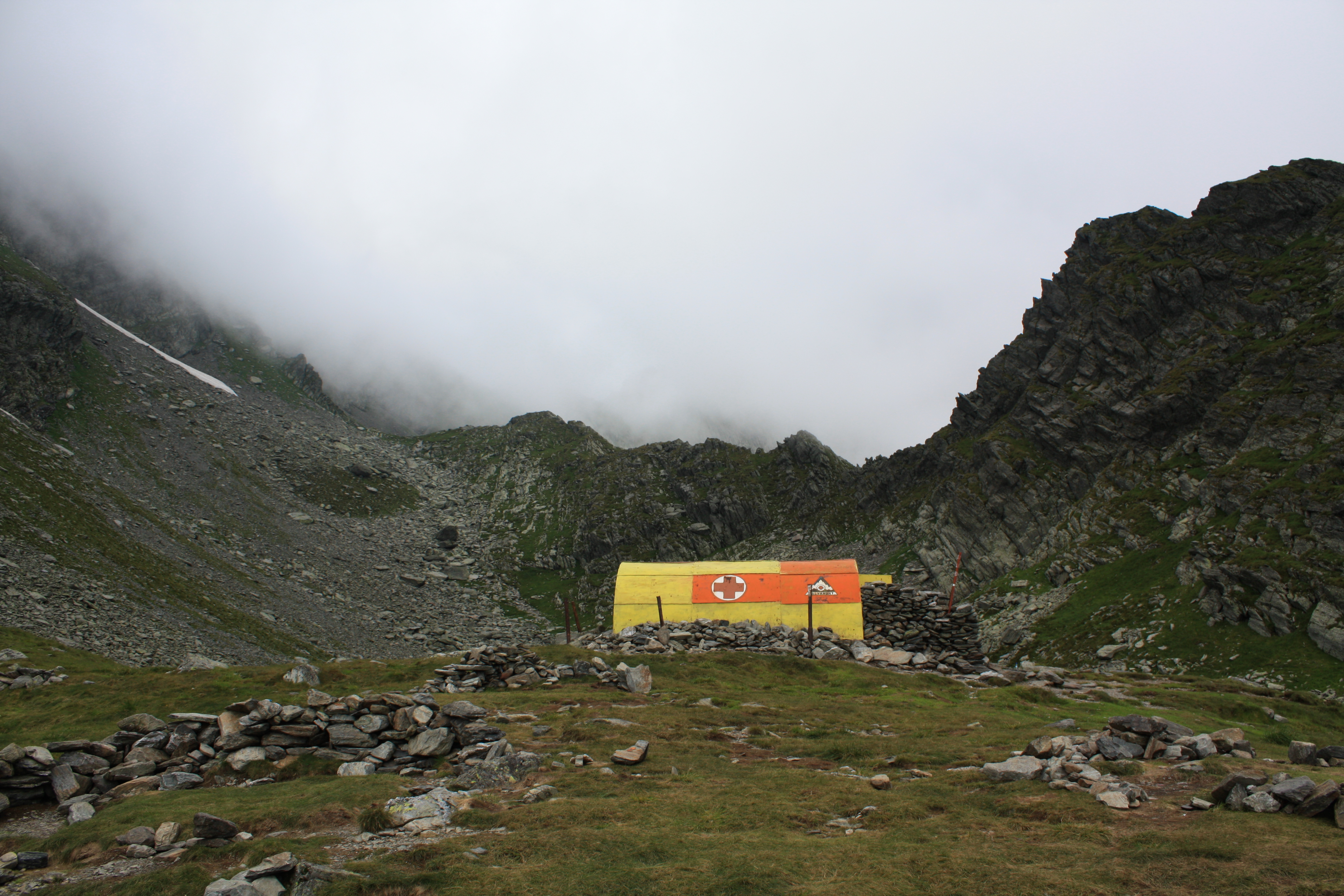
Refugi Călțun